# ハイパーボリア (クトゥルフ神話)
ハイパーボリア (Hyperborea) は、クトゥルフ神話に登場する架空の地名。日本語翻訳の表記ブレでヒュペルボレオス、ヒュペルボリア、ヒューペルボリア、ハイパーボレアなどと表記されることもある。クラーク・アシュトン・スミスが創造し、作品に登場させたり舞台とする土地で、北極海と北大西洋の間のグリーンランド近辺にあったとされる古代大陸である。
クトゥルフ神話の側面があり、コモリオム神話群とも呼ばれる。
この大陸では人類が文明王国を築いて繁栄していたが、他方で邪神アブホースやゾタクア（ツァトゥグァ）、亜人種や怪物たちが生息していた。しかし、氷期の訪れとともに、この大陸は人の住まぬ地となり、大陸も海に沈む。住人達はムー大陸やアトランティスに移り住んだという。

## 成立の経緯
ギリシア神話に言及されたり古代ローマの大プリニウスが『博物誌』で言及した、伝説上の地（国）「ヒュペルボレイオス」から、スミスは名前を持ってきている。このような古代大陸は、当時のパルプ・マガジンから誕生したヒロイック・ファンタジーの舞台でもあり、スミスが潮流をひと押ししたといえる。
当初はスミスが独自に、パルプ誌の同僚作家、ハワード・フィリップス・ラヴクラフト（以下HPL）やロバート・E・ハワードの作品等を参考にしたうえで築いたものであった。しかし、作品の刊行以前に書簡でこれを受け取ったHPLはスミスへの返信でこの設定を激賞、更にはこの世界に登場する神格、ツァトゥグァを借りて自身のクトゥルフ神話小説に登場させ、アトランティスの大祭司クラーカシュ＝トンなる人物がハイパーボリア物語をコモリオム神話として記録したと設定した。スミスはそのためその後、このハイパーボリア世界にHPL的要素をより積極的に取り入れていく。よってこの世界は先史時代版のコズミック・ホラーともいえる性格を持つこととなった。
スミスによる作品数は、詩を含めて11。時系列はよくわかっていない。関連書籍には復元地図が載っていることがあるが、推測部分が多い。
クトゥルフ神話には、このような伝説上の大陸が他にも複数登場するが、その中でもハイパーボリアは古いものであるらしい。これは無根拠な理屈ではなく、神智学の影響を受けていて、このオカルト学問では人類は7段階の進化をしてきたと説明され（7つの根源人種）、（1）ポラリアン、（2）ヒュペルボレオス、（3）レムリア、（4）アトランティス、（5）現生人類とされているためである。
後続作家達が実現させた書籍『エイボンの書』（ケイオシアム社、日本では新紀元社）により、諸設定が詳細化・アップデートされている。特記すべき後付け事項として、ハイパーボリアを滅亡させた氷期は旧支配者アフーム＝ザーによるものであるという設定がある。

### ハワード・フィリップス・ラヴクラフト（HPL）
先述のように、HPLはスミスからツァトゥグァを借りて自作に登場させ、アトランティスの大祭司クラーカシュ＝トンによるコモリオム神話群について述べた。ハイパーボリアの名を出さずとも、ツァトゥグァと「エイボンの書」に言及したことは何度もある。
ハイパーボリアについて言及しているのは『狂気の山脈にて』と『永劫より』である。前者では、氷河期の訪れが、南極で古のものを滅ぼし、他方ではハイパーボリア大陸を滅亡させたことについて言及した。後者では、20万年前、ムーのガタノソアと同時代に、ハイパーボリアではツァトゥグァが崇拝されていたとある。いずれも、ハイパーボリアを直接描いた作品ではなく、小言及することで世界観を接続した程度にとどまる。
アイテム「銀の鍵」はハイパーボリア起源とされている（正確には、銀の鍵と、セットのルルイエ語羊皮紙）。またハイパーボリアと同様に、グリーンランド近辺にロマールという古代王国があったと設定した。

### ロバート・E・ハワード
ギリシア伝説のヒュペルボレイオスを参考に、オリジナルのハイボリアを創造し、英雄コナンの活躍を描いた。同じものをモデルとして、ハワードとスミスは別物を作っている。ハワードもまたクトゥルフ神話に参入することで相互交流が発生する。

## 固有名詞
エイボンの書
この地で書かれた書物。
ゾタクア（ツァトゥグァ）
邪神。ゾタクアは、ハイパーボリアにおける別称。邪教とされたが末期には逆転して崇拝が盛んになる。スミスとHPLで描写が全く異なるのも特徴である。
邦訳の表記ぶれがあり、ヒ極では、ゾタックアー（ツァトッグア）と表記される。
ヴーアミ族
ヴーアミタドレス山に住まう、凶暴な原人種族。宗教はゾタクア。王国の人間からは、獣同然の蛮族とみなされている。

## 地理

### コモリオム (Commoriom)
人間種族が築いた、ハイパーボリア王国の首都。もっとも栄えた都市で、大きな外壁や純白の尖塔が立ち並び、「大理石と御影石の王冠」とも形容され、その繁栄をほしいままにしていた。アトランティス大陸やムー大陸から貢物が献上され、北方の半島ムー・トゥーランから南方のツチョ・ヴァルパノミにまで至る広い地域から多くの交易商人たちが訪れていたという。
ハイパーボリア王国と首都コモリオムは王により支配され、また行政や裁判制度も整った高度な文明が存在していた。しかし、ヴーアミ族出身の無法者クニガティン・ザウムが、3度の斬首刑を受けながら3度とも復活を果たし、またほのめかされていたツァトゥグァとの血の繋がりを証明するかのように悍ましい姿を現したことにより、住民は全て逃げ去り、コモリオムは廃都となった。
コモリオムが廃棄された後、新首都ウズルダロウム(Uzuldaroum)が新たに建設された。コモリオムが無人の地となってから数百年を経て、都市が放棄された理由は次第に忘れ去られていった。廃都市に残された財宝を狙ってやって来た盗賊が、ツァトゥグァの神殿に潜んでいた不定形の怪物に襲われたという手記が残されている。

### ヴーアミタドレス山 (Mount Voormithadreth)
首都コモリオムから徒歩で1日かかる距離にあるエイグロフ山脈の中でもっとも高い山。4つの火口があるが、活動を停止した休火山となっている。
凶暴な原人種族ヴーアミ族が住み付いている。ヴーアミタドレス山の名称はヴーアミに由来する。山頂で妖しい儀式を執り行っている妖術師の姿を見たという者もいるが定かではない。
山の地下洞窟にはツァトゥグァが潜む。他にも、蜘蛛神アトラク=ナクア、邪神アブホースがおり、妖術師ハオン＝ドルが館を築き、高度な知性ある蛇人間たちが住まう。他にも人類の始祖と称するアルケタイプが生息している。

### ムー・トゥーラン (Mhu Thulan)
ハイパーボリア大陸の最北端にある半島。この半島には、ウボ＝サスラが護る神々の智慧が記された銘板から知識を得ようとした魔術師ゾン・メザマレックや、魔道士エイボンが住んでいた。
当時のハイパーボリア王国の信仰の主流はヘラジカの女神イホウンデーであり、ゾタクアを信仰する魔道士エイボンは邪教徒とみなされた。イホウンデーの神官モルギは、エイボンを捕らえ宗教裁判にかけようとするが、勘付いたエイボンは魔術の力でサイクラノーシュ（土星）へと逃走し、追跡したモルギともども2度とハイパーボリアの地に帰ってくることはなかった。この事件は「モルギがエイボンに負けて連れ去られた」と世間では信じられていく。これにより、イホウンデーへの信仰は衰退し、ゾタクア＝ツァトゥグァ信仰が盛んになった。
大陸を襲った氷期により、ハイパーボリアの北にあるムー・トゥーランがまず氷河に覆われ始めた。しかし、この地の氷結は明らかに超自然によるものであった。氷に閉ざされたムー・トゥーランに軍を率いて遠征した王は、随行した魔術師に擬似太陽を魔術で生み出させ氷を溶かしたが、やがて発生した霧により陽光は遮られ、王と魔術師は軍勢の大半とともにその場で氷に閉じ込められ息絶えたと、わずかに生き残った兵士が証言している。

### その他
コモリオムの都市の南方、湿地帯の密林を横切り、名も無き様々な川を進み続けた先に、伝説の王国ツチョ・ヴァルパノミがあったといわれる。そこには沸きたつ瀝青の湖があり、金剛石の砂と紅玉の小石でできた浜辺に火花を発する大洋が炎の泡を放って押し寄せていたという。

## 登場作品
クラーク・アシュトン・スミスの作品
作品数は、詩を含めて11。創元推理文庫『ヒュペルボレオス極北神怪譚』には全て収録されている。
| 英語原題                             | 邦訳題                                              | 初出            | ヒ極 | クト | 帝国2 | イ巨 | ア呪 | エ書 |
| ------------------------------------ | --------------------------------------------------- | --------------- | ---- | ---- | ----- | ---- | ---- | ---- |
| The Muse of Hyperborea               | ヒュペルボレオスのムーサ                            | FF1934/06       | ○    |      | ○     |      |      |      |
| The Seven Geases                     | 七つの呪い                                          | WT1934/10       | ○    | 4    | ○     |      |      |      |
| The Weird of Avoosl Wuthoqquan       | アウースル・ウトックアンの不運                      | WT1932/06       | ○    |      | ○     |      | ○    |      |
| The Testament of Athammaus           | アタムマウスの遺書/アタマウスの遺言                 | WT1932/10       | ○    | 5    |       |      | ○    |      |
| The Coming of the White Worm         | 白蛆の襲来                                          | SSS1941/04      | ○    |      |       |      |      | ○    |
| The Door to Saturn                   | 土星への扉/魔道士エイボン                           | SS1932/01       | ○    | 5    |       |      |      | ○    |
| The White Sybil                      | 皓白の巫女                                          | FP1935          | ○    |      | ○     |      |      |      |
| The Ice-Demon                        | 氷の魔物                                            | WT1933/04       | ○    |      |       | ○    | ○    |      |
| The Tale of Satampra Zeiros          | サタムプラ・ゼイロスの話/サタムプラ・ゼイロスの物語 | WT1931/11       | ○    | 12   |       |      |      |      |
| The Theft of the Thirty-Nine Girdles | 三十九の飾帯盗み                                    | サターン1958/03 | ○    |      |       |      |      |      |
| Ubbo-Sathla                          | ウッボ=サトゥラ/ウボ＝サスラ                        | WT1933/07       | ○    | 4    | ○     |      |      |      |

『エイボンの書』
ハイパーボリアを舞台にした作品集（アンソロジー）であり、クトゥルフ神話作品中で言及される「エイボンの書」を現実に再現したもの。スミスのメモをもとにした、他作家による「合作」も収録されている。
その他
- 『クトゥルー・オペラ』風見潤（1980-1982、新装版2015）

二次資料ほか
- 『「クトゥルフ神話」がよくわかる本』 PHP研究所（2008）、ISBN 978-4-569-67136-9
- 『図解クトゥルフ神話』 新紀元社（2004）、ISBN 4-7753-0422-4